# Necropoli del tempio di Antonino Pio e Faustina
La necropoli del tempio di Antonino e Faustina (anche Sepolcretum) è una necropoli composta da quarantuno  sepolture protostoriche scoperte davanti al tempio di Antonino e Faustina nel Foro Romano.

## Necropoli
Il sepolcreto si trova sull'angolo sud-ovest del tempio, in una delle poche zone del Foro rimaste senza edifici, in una zona coperta da aiuole d'erba, che grosso modo riproducono le sagome delle tombe sottostanti. 
Venne scoperto nel 1902 dall'archeologo Giacomo Boni,   che dal 1898 dirigeva gli scavi archeologici al Foro Romano. 
I reperti relativi a questi scavi, come suppellettili e corredi funerari, urne e scheletri, e i disegni realizzati duranti gli scavi a scopo documentativo ed un plastico commissionato dal Boni, sono esposti nel Museo del Foro Romano, realizzato all'interno dell'ex monastero annesso alla Basilica di Santa Francesca Romana.
Le tombe scoperte in quest'area si riferiscono ad almeno tre diverse epoche storiche. Le più antiche, 25,  sono del tipo tombe a pozzo (ad incinerazione) e a fossa (ad inumazione), e risalgono ad un periodo compreso tra il 1020 al 980 a.C., ovvero al Periodo Laziale IIA1; altre 12, utilizzate per la sepoltura di bambini, sono databili fra la fine dell’VIII e il VII se. a.C., mentre le ultime 4, sempre contenenti resti di bambini, sono databili fra il VI-V sec. a.C. . 
La necropoli del Foro infine non venne più utilizzata a partire dalla fine del Periodo Laziale IIA1, con la sola eccezione delle tombe di bambini. La necropoli si spostò allora presso l'Esquilino, la cui prima utilizzazione si data al Periodo Laziale IIA2.

### Tomba Y
La tomba Y è una tomba a dolio (cioè interrata in un grande vaso) di un adulto e risale al Periodo Laziale IIA1.
Gli oggetti rinvenuti nella tomba Y sono nove, più il dolio. Le ceneri erano poste in un'urna a capanna e il corredo in ceramiche d'impasto comprendeva due piccole olle con una decorazione "a reticolo" in rilievo, una piccola anfora con una decorazione sulla spalla (la zona sopra il centro, prima del collo e dell'attaccatura dei manici) a riquadri spezzati in rilievo, una scodella a tronco di cono rovesciato monoansata (con un solo manico), un "calefattoio" (vaso rituale a base quadrata e traforata, con un alto collo a tronco di cono centrale e quattro piccoli sostegni di forma simile sui lati), un piattello su un alto piede e una piccola olla di forma globulare con un manico. Era inoltre presente un'elaborata fibula, del tipo ad arco serpeggiante e disco a spirale.

### Tomba P
La tomba P è una tomba a inumazione di infante. Il corredo è composto da sette pezzi:
1. Una capeduncola con il manico (ansa) biforo, cioè con due fori, e rialzato.
2. Una capeduncola analoga
3. Una terza capeduncola dalla forma più complessa, con una decorazione impressa a "falsa cordicella", sia sulla spalla con denti di lupo pendenti (piccoli triangoli rovesciati), sia sulle protuburanze nella parte più "panciuta".
4. Una scodella monoansata
5. Un'altra scodella analoga per forma e dimensioni
6. Un orciolo biconico (dalla forma cioè che ricorda due coni simmetricamente sovrapposti) con un manico (monoansata).
7. Una fibula con arco serpeggiante, staffa a disco serpeggiante e spalla ricurva.

L'orciuolo è stato interpretato come di possibile provenienza dell'Italia orientale, in particolare dall'area Sabina (è una forma diffusa nelle necropoli di area umbro-sabina), confermando così i precoci contatti con il mondo sabino citato ripetutamente nelle leggende delle origini di Roma.

## Altri sepolcreti dei Fori
Sepolture più antiche sono state rinvenute nell'area del Foro di Cesare, dove l'omonima necropoli è riferibile al periodo compreso tra il XII e X secolo a.C., e nell'area dell'Arco di Augusto dove le tombe, sono databili al Periodo Laziale I, o, in cronologia assoluta, al X secolo a.C.. È ipotizzabile che i sepolcreti dei Fori si siano poi spostati verso Est, verso la zona che venne successivamente occupata dal tempio di Antonino e Faustina.